# Gustav Müller (Politiker, 1823)

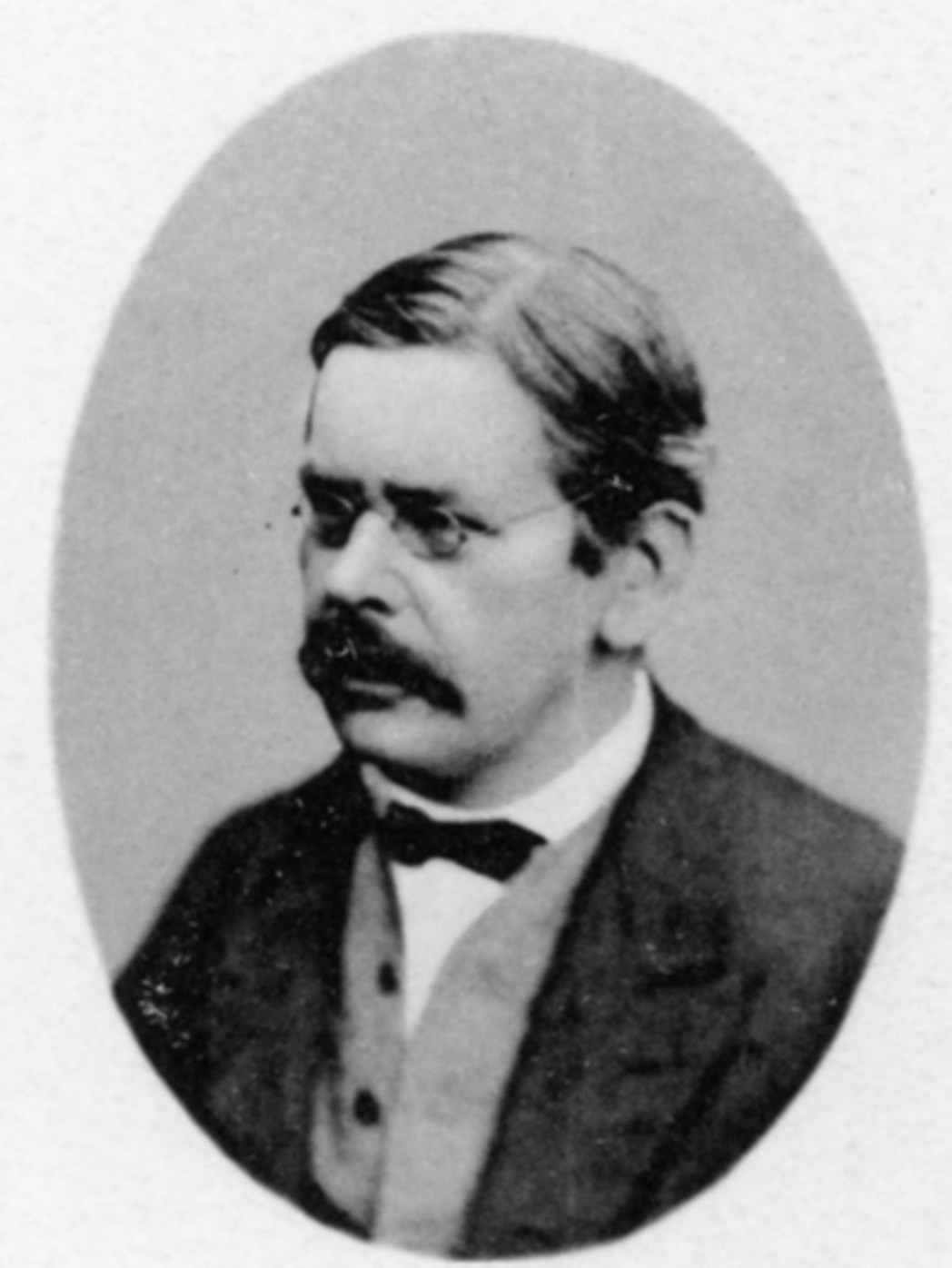
Gustav Müller

Gustav Müller (* 11. Februar 1823 in Stuttgart; † 17. Mai 1875 ebenda) war ein deutscher Kaufmann und Reichstagsabgeordneter. 

## Leben
Müller war der Sohn des Stuttgarter Kaufmanns Johann Gottlieb Müller und dessen Frau Luise, geb. Rau. Gustav Müller war Inhaber der Indigo- und Farbwaren-Handlung J. G. Müller & Co. in Stuttgart, er war Mitglied der Handelskammer und des Beirats der Zentralstelle für Handel und Gewerbe ebendort. Er war Mitglied des Bleibenden Ausschusses des Deutschen Handelstages und der Ständigen Deputation des Volkswirtschaftlichen Kongresses. Müller war für die Deutsche Partei von 1870 bis 1875 Mitglied des Württembergischen Landtags. Von 1871 bis zu seinem Tode 1875 war er zudem im Wahlkreis Württemberg 1 (Stuttgart Stadt und Amt) Mitglied des Deutschen Reichstags, wo er sich der Fraktion der Nationalliberalen Partei anschloss.
Müller war seit 1850 mit Marie Ergenzinger verheiratet. Das Paar hatte vier Kinder, darunter den Kaufmann, Gustav Müller jun.